# 格賴特里山
47°15′20″N 7°23′11″E / 47.255592°N 7.386454°E
格賴特里山（德語：Graitery），是瑞士的山峰，位於該國中部，由伯恩州負責管轄，距離格倫興山2.3公里，該山峰海拔高度1,280米，每年平均降雨量1,618毫米。